# 文炳 (嘉庆进士)
文炳（？—？），鈕祜祿氏，满洲镶红旗人。嘉庆辛酉举人，戊辰进士。

## 生平
后任江西广丰县知县，嘉庆戊寅、己卯科乡试同考官，道光年间任袁州、临江、南康、南安知府护理赣南道，并任戊子科乡试内监视。

## 家族
- 曾祖常祿，监生；
- 曾伯祖常泰，工部侍郎，正红旗汉军都统；
- 祖德宁；
- 父观泰，孝陵礼部员外郎；
- 伯父观明，二等侍卫；
- 子榮桂，兵部郎中，江南监察道御史；
- 孫瑞琛，光绪丙子举人，吏部笔帖式。[1]